# Rokonok
Pour plus de détails, voir Fiche technique et Distribution.
Rokonok est un film hongrois réalisé par István Szabó, sorti en 2006.

## Fiche technique
- Titre : Rokonok
- Réalisation : István Szabó
- Scénario : István Szabó et Andrea Vészits d'après le roman de Zsigmond Móricz
- Photographie : Lajos Koltai
- Pays d'origine : Hongrie
- Format : Couleurs - 1,85:1
- Genre : drame
- Durée : 110 minutes
- Date de sortie : 2006

## Distribution
- Sándor Csányi (en) : Kopjáss István
- Ildikó Tóth : Szentkálnay Lina
- Károly Eperjes (en) : Kardics Soma
- Erika Marozsán :  Szentkálnay Magdaléna
- Oleg Tabakov : le maire
- Tibor Szilágyi : le maire (voix)
- Ferenc Kállai : Berci bácsi
- Piroska Molnár : Kati néni
- József Madaras : Koldus
- Csaba Pindroch : Keék Imri
- Eliza Sodró : Julis
- Jiří Menzel : Bankigazgató-helyettes
- István Szabó : Bankigazgató-helyettes
- Péter Andorai : Szentkálnay
- Béla Fesztbaum : Miniszterhelyettes